# Overwinningsmedaille (Verenigde Staten)
De Overwinningsmedaille, (Engels: "Victory Medal") indertijd ook wel "Intergeallieerde Medaille 1914-1918" of, vanwege de tekst die in veel geallieerde landen op de keerzijde verscheen "Medaille van de Oorlog voor de Beschaving" genoemd, is de Amerikaanse versie van de Intergeallieerde Medaille die na de overwinning in de Eerste Wereldoorlog aan veteranen werd uitgereikt. Omdat na de Tweede Wereldoorlog een tweede Amerikaanse overwinningsmedaille werd ingesteld wordt de overwinningsmedaille uit 1919 tegenwoordig de "World War I Victory Medal" genoemd.
De medaille werd op ingesteld op 15 juli 1919 ingesteld door de departementen van Oorlog en van Marine. De medaille werd uitgereikt aan alle militairen die
- tussen 6 april 1917 en 11 november 1918 in militaire dienst waren
- tussen 12 november 1918, en 5 august 1919 deelnamen aan de Geallieerde Interventie in Noord-Rusland
- tussen 23 november 1918, en 1 april 1920 deelnamen aan de Geallieerde Interventie in Siberië

Op het revers van kostuums werd ook een kleine knoopsgatversiering in de kleuren van het lint gedragen. Op rokkostuums droeg men een miniatuur, een verkleinde versie van de medaille aan een klein lint of een kleine ketting. Op uniformen werd een baton gedragen.

## De Amerikaanse medaille
De ronde bronzen medaille werd door James Earle Fraser ontworpen. Op de voorzijde is een gevleugelde Godin van de Overwinning afgebeeld. Zij houdt een zwaard in de rechterhand. In de linkerhand houdt zij een schild. Op het hoofd draagt de godin een kroon of krans van het type dat we kennen van het Vrijheidsbeeld in de haven van New York. Op de keerzijde staat "THE GREAT WAR FOR CIVILIZATION" met rechts en links daarvan de namen van de bondgenoten in wat toen de "Great War" werd genoemd; rechts staan France, Italy, Serbia, Japan, Montenegro, Russia en Greece. links staan Great Britain, Belgium, Brazil, Portugal, Rumania en China.
De medailles werden meestal niet uitgereikt maar per post aan de gerechtigden verstuurd.
De medaille werd aan een lint in de kleuren van de regenboog op de linkerborst gedragen.

## Sterren op het lint

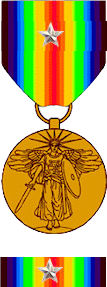
Een Citation Star

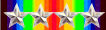
vier Citaion Stars

Militairen van het leger die wegens hun dapperheid in een dagorder (Citation) waren vermeld mochten een zilveren ster op het lint van hun Overwinningsmedaille dragen.
In 1932 werd deze "Silver Citation Star" een afzonderlijke onderscheiding. Wie de ster op het lint droeg mocht deze ruilen voor de aan een lint op de borst gedragen Silver Star. 
Militairen van de marine die wegens hun dapperheid in een dagorder (Citation) waren vermeld mochten ook een zilveren ster op het lint van hun Overwinningsmedaille dragen. 
Navy Commendation Star
Deze "Navy Commendation Star" mocht niet worden vervangen door een Silver Star.
Op het baton mochten geen gespen worden aangebracht. In plaats daarvan werden kleine vijfpuntige bronzen sterren (of zilveren sterren die staan voor vijf bronzen sterren) gedragen. Voor iedere gevechtsgesp of dienstgesp mocht een ster worden aangebracht.
Ook de combinatie van gespen en sterren op een en hetzelfde lint komt voor.

## Gespen op het lint
Voor het leger waren de volgende 14 gevechtsgespen (Battle Clasps) voorzien;
- Aisne: 27 mei – 5 juni 1918
- Aisne-Marne: 18 juli – 6 august 1918
- Cambrai: 20 november – 4 december 1917
- Champagne-Marne: 15 – 18 juli 1918
- Lys: 9 – 29 april 1918
- Meuse-Argonne: 26 september - 11 november 1918
- Montdidier-Noyon: 9 – 13 juni 1918
- Oise-Aisne: 18 augustus – 11 november 1918
- St. Mihiel: 12 – 16 september 1918
- Somme Defensive: 21 maart – 6 april 1918
- Somme Offensive: 8 augustus – 11 november 1918
- Vittorio Veneto: 24 oktober – 4 november 1918
- Ypres-Lys: 19 augustus - 11 november 1918
- Defensive Sector voor algemene verdiensten aan het front

Deze gespen lieten zien dat de gedecoreerde militair betrokken was geweest bij de gevechtsacties op die plaatsen. Voor het legendarisch geworden eerste gevecht tussen Amerikanen en Duitsers bij Château-Thierry op 18 juli 1918 is geen gesp voorzien.
Voor dienst achter het front waren vijf dienstgespen, de "Army Service Clasps" voorzien.
- England (6 april 1917 tot en met 11 november 1918)
- France (6 april 1917 tot en met 11 november 1918)
- Italy (6 april 1917 tot en met 11 november 1918)
- Russia (zonder vastgestelde periode)
- Siberia (zonder vastgestelde periode)

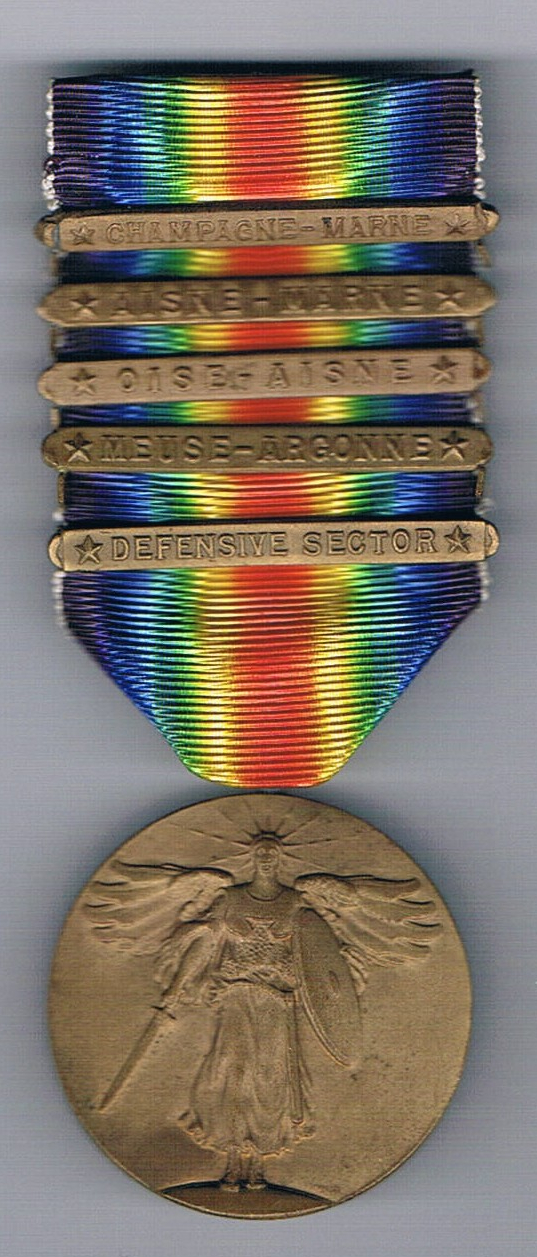
Medaille met vijf gespen; voor
Champagne-Marne
Aisne-Meuse
Oise-Aisne
Meuse Argonne
Defensive Sector

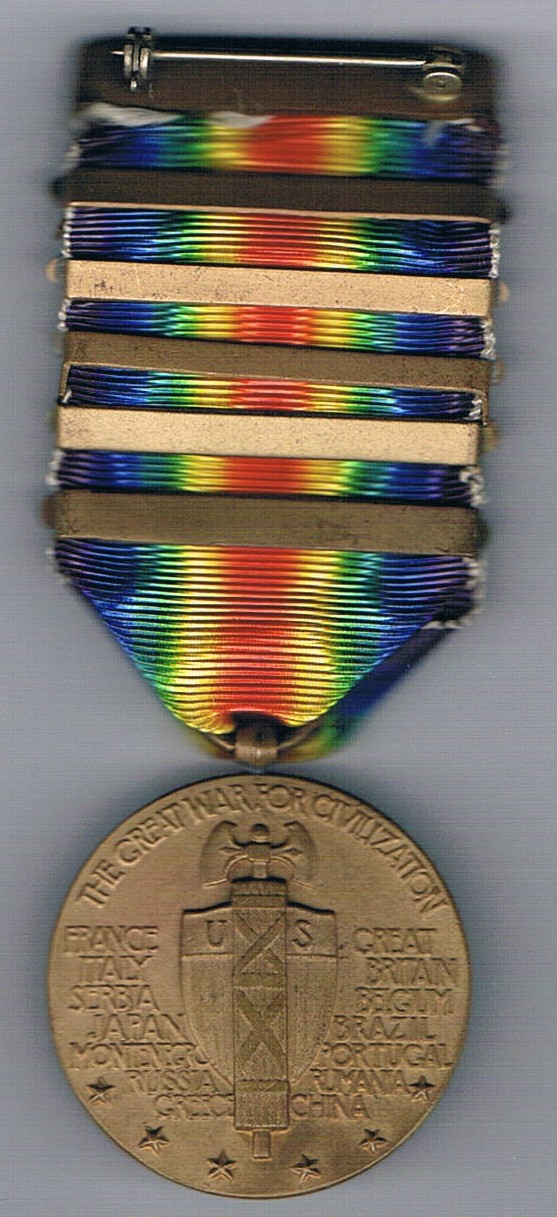
Medaille met vijf gespen;keerzijde

Voor de marine waren de volgende zes gevechtsgespen (Battle Clasps) voorzien;
- Aisne: 1–5 juni 1918
- Aisne-Marne: 18 – 20 juli 1918
- Meuse-Argonne: 29 september - 10 oktober 1918 en 25 oktober - 11 november 1918
- St. Mihiel: 12 – 16 september 1918
- Ypres-Lys: ondersteuning van de "Northern Bombing Group"
- Defensive Sector voor algemene verdiensten aan het front

Voor de uitgevoerde taken, ook wanneer dat geen gevechtsopdrachten waren, werden zogenaamde "Navy Operational Clasps" uitgereikt. Deze 18 gespen werden op het lint gedragen. Ook voor het verwerven van deze gespen waren perioden en termijnen vastgelegd.
- Armed Guard: voor bemanningen van schepen in konvooien
- Asiatic: voor het aandoen van Siberische havens
- Atlantic Fleet: dienst in de Atlantische vloot
- Aviation: voor het vliegen boven de Atlantische oceaan
- Destroyer: dienst op torpedobootjager
- Escort: voor bemanningen van  escorterende schepen van de Atlantische konvooien
- Grand Fleet: opvarenden van de “United States Grand Fleet”, de slagschapen
- Mine Laying: voor het leggen van mijnen
- Mine Sweeping: voor het ruimen van mijnen
- Mobile Base: voor dienst op bevoorradings- en tankschepen
- Naval Battery: voor marineartillerie op land
- Overseas: dienst in Europa tussen 6 april 1918 en 11 november 1918
- Patrol: oorlogspatrouilles op de Atlantische oceaan.
- Salvage: voor het bergen van schepen
- Submarine: dienst op de Atlantische oceaan
- Submarine Chaser: dienst op de Atlantische oceaan
- Transport: Voor het geregeld varen met troepentransporten en vrachtschepen
- White Sea: dienst op de Witte Zee voor Moermansk

Bij het leger mocht een militair meerdere gespen naar keuze dragen. De marine beperkte het aantal toegestane gespen tot twee; een gesp voor een meegemaakt gevecht en een gesp voor een dienst. De medewerkers van het USMC en het USNMC kregen geen gevechtsgespen maar in plaats daarvan een bronzen Kruis van Malta die op het lint werd gespeld.
Voor dienst achter het front waren vijf gespen, de "Navy Service Clasps" voorzien.
- England (6 april 1917 - 11 november 1918)
- France (6 april 1917 - 11 november 1918)
- Italy (6 april 1917 - 11 november 1918)
- Russia (12 november 1918 - 31 juli 1919)
- Siberia (12 november 1918 - 30 maart 1920)
- West Indies (6 april 1917 - 11 november 1918)

## Illegale gespen
Op sommige gespen worden illegale, dat wil zeggen op eigen initiatief gemaakte gespen aangetroffen. Wanneer veteranen ontevreden waren omdat juist hun wapenfeiten niet werden herdacht konden zij deze gespen bestellen. In de strijdkrachten konden dergelijke combinaties van medaille en gespen natuurlijk niet worden gedragen. Voor afgezwaaide veteranen was het pronken met dergelijke gespen wel mogelijk.
Voorbeelden zijn:
- Chateau Thierry
- Serbia (gedragen door veteranen die aan het front bij Thessaloniki waren ingezet[3][4].
- Chatigny

Op de keerzijde van de gespen staat "FRANCE" terwijl de achterzijde van de officiële gespen vlak is.